# Émerson Ferreira da Rosa
Émerson Ferreira da Rosa, más conocido como Émerson (Pelotas, Río Grande do Sul, 4 de abril de 1976), es un exfutbolista brasileño. Su posición habitual era la de mediocampista, con tendencia defensiva en la mayoría de ocasiones. Su último equipo fue Santos Futebol Clube. Actualmente es auxiliar técnico de Vanderlei Luxemburgo en el equipo Grêmio de Porto Alegre.

## Biografía
Émerson se forjó como futbolista en las categorías inferiores del Grêmio de Porto Alegre, donde debutó como profesional y con el que conquistó la Copa Libertadores 1995. Fue el paso previo a su salto a Europa, que se produjo en 1997. Allí le esperaba el Bayer Leverkusen, donde rápidamente se hizo con un puesto de titular y con el mando del equipo. Sus actuaciones como medio de contención no pasaron inadvertidas en el Calcio, y fue contratado por la AS Roma en 2000.
Su posición inicial fue la de defensa, pero gracias a Fabio Capello durante su etapa en la AS Roma rindió de mediocentro. Émerson fue un jugador con buen pase y todo un recuperador de balones. Tenía también un fuerte disparo, aunque su posición no le permitía ponerlo a prueba habitualmente. Los dos equipos donde demostró todo su potencial fueron AS Roma y Juventus.
En el verano de 2006, se conoció que la Juventus descendía a la Serie B como consecuencia del "Calciopoli", circunstancia que aprovechó el Real Madrid para fichar al jugador brasileño junto a su compañero Fabio Cannavaro en la misma operación. El 19 de julio de 2006, el club español anunció oficialmente su fichaje para el nuevo proyecto encabezado por Fabio Capello como entrenador, Pedja Mijatović como director técnico y Ramón Calderón como presidente de la entidad madrileña.
A pesar de ser un jugador protegido por Fabio Capello y de haber contado con numerosas oportunidades, Émerson tuvo problemas para aclimatarse a la liga española, siendo muy cuestionado por la prensa deportiva española y por parte de la afición madridista, durante sus inicios como jugador madridista. Su aportación goleadora fue de solo un gol en liga ante el Celta de Vigo. Además, fue acusado de haber pactado presuntamente con Capello la posibilidad de no jugar como local durante unos pocos partidos, debido a la presión mediática y por parte de un sector de la afición a la que estaba siendo sometido en esos momentos, situación difícil para el brasileño, que tuvo que fingir supuestas lesiones para justificar sus ausencias en el Estadio Santiago Bernabéu pero así poniendo en riesgo su fichaje por otro club. En 2007, en un partido contra Osasuna en el Estadio Santiago Bernabéu logró recoinciliarse con su afición a raíz de su buen juego. A pesar de haber tenido un final de temporada aceptable y de haber ganado la liga con el equipo blanco, la dirección del Real Madrid, encabezada por su presidente Ramón Calderón, comunicó públicamente que "El Puma" no entraría en los planes del Real Madrid de cara a la próxima temporada.
Tras este anuncio, el AC Milan se puso en contacto con el futbolista brasileño para hacerse con sus servicios. Sin embargo, Emerson insistió en que su deseo era cumplir sus dos años de contrato que le quedaban con el equipo blanco. El problema residía en que ni la directiva del club español ni el público del Santiago Bernabéu lo querían en su plantilla. Algo más adelante, el Inter de Milán realizó una oferta por el brasileño siendo calificado por su director técnico como "uno de los mejores jugadores del mundo en su posición", pero las noticias no eran muy buenas para Émerson, ya que inmediatamente Marco Materazzi, se pronunció sobre el asunto y afirmó, en declaraciones para La Gazzetta dello Sport, que "si el brasileño decide abandonar el Real Madrid, más le vale que sea para regresar a la Juventus porque en el Inter de Milán no será bien recibido". Estas declaraciones se debieron, según el defensa italiano, a que el "Puma" habría ofendido a Zlatan Ibrahimović y a Patrick Vieira porque habían elegido fichar en su momento con el Inter de Milán.
Finalmente, el culebrón terminó el 21 de agosto de 2007, cuando el AC Milan confirmó oficialmente el fichaje de Émerson por 8 millones de euros. Debutó en partido oficial el 31 de agosto del mismo año, en el triunfo del Milan 3-1 en la Supercopa de la UEFA ante el Sevilla FC. Émerson no pudo hacer una gran contribución al juego de su nuevo equipo debido a una lesión, jugando solo 20 partidos en la temporada 2007-08. El 21 de abril de 2009, llegó a un acuerdo con el club para terminar su contrato en el AC Milan.
Inmediatamente, Émerson se puso en contacto con Grêmio con el objetivo de terminar su carrera en el equipo que le vio nacer como futbolista. Estas negociaciones no llegaron a buen puerto y Émerson acabó firmando con el Santos FC de su país natal el 26 de julio del 2009. El 16 de octubre del 2009, Emerson decidió finalizar su contrato y dejó el Santos debido a nuevos problemas con las lesiones.
A finales de 2009, el jugador brasileño se sometió a cirugía y abandonó el mundo del fútbol.

## Selección nacional
Es internacional con la selección de fútbol de Brasil desde 1998, cuando fue convocado para el Mundial de Francia en sustitución de Romário. Cuatro años más tarde no pudo disputar el Mundial de Corea y Japón 2002, debido a una lesión de hombro que se provocó haciendo de portero en uno de los entrenamientos de la canarinha. Además jugó el Mundial del 2006.

### Participaciones en Copas del Mundo
| Mundial       | Sede     | Resultado        |
| ------------- | -------- | ---------------- |
| Francia 1998  | Francia  | Subcampeon       |
| Alemania 2006 | Alemania | Cuartos de Final |

### Participaciones en Copa América
| Edición           | Sede     | Resultado        |
| ----------------- | -------- | ---------------- |
| Copa América 1999 | Paraguay | Campeón          |
| Copa América 2001 | Colombia | Cuartos de final |